# James Tissot
James Joseph Jacques Tissot (eller James-Jacques-Joseph, ursprungligen Jacques-Joseph), född 15 oktober 1836 i Nantes i Frankrike, död 8 augusti 1902 i Buillon, vare en fransk målare och illustratör verksam i Storbritannien.
Jacques-Joseph Tissot föddes år 1836 i den franska hamnstaden Nantes som son till en framgångsrik affärsinnehavare. När han var ung gick han på en jesuitisk internatskola, men på grund av sitt konstintresse fick han resa till Paris år 1856 för att lära sig måleri. Där  började han på École des Beaux Arts och studerade under Hippolyte Flandrin och Louis Lamothe. Som student träffade han även den unge amerikanska målaren James McNiell Whistler och blev vän med impressionisten Degas. Det var under denna tid han började använda det engelska namnet James, för att dra uppmärksamhet till sig. Första gången hans verk ställdes ut var i Parissalongen när han var 23 år gammal. Han målade till en början genremotiv från medeltiden under påverkan av Henri Leys, och 1861 uppvisade han Fausts och Gretchens möte som köptes upp av staten till Luxemburgmuseet. Under 1860-talet reste Tissot utomlands en del, till Italien och 1862 till London, där han två år senare kom att ställa ut på Royal Academy. Han slog även över på en ny riktning, och avbildade istället samtidens kvinnor och nöjesliv, och intresserade sig även för japonismen År 1869 gjorde han karikatyrer till tidskriften Vanity Fair, bland annat av Frederic Leighton.
Tissot deltog i fransk-tyska kriget, och stannade kvar i huvudstaden även under ockupationen. Dock flyttade han till London när han misstänktes för att vara kommunist, och fick bo hos Vanity Fairs redaktör som introducerade honom till staden. Han blev snabbt populär i England, där hans genrebilder med motiv från societeten blev framgångsrika men likaså kontroversiella (Ruskin kallade dem vulgära). År 1873 köpte han ett hus i St John's Wood som han bodde hela sin tid i London.
I mitten av 1870-talet träffade Tissot Kathleen Newton, en frånskild irländsk kvinna. Hon blev hans modell och hans livs kärlek. Det var relativt vanligt att konstnärer hade älskarinnor men i Tissots fall ledde det till problem eftersom han levde öppet med Newton i ett utomäktenskapligt förhållande. Han fortsatte trots detta att bo med henne, och hennes två barn bodde hos hennes syster. Newton syntes i många av hans målningar under denna period, men i slutet av årtiondet drabbades hon av tuberkulos. Tissot var hängiven henne, men de gifte sig aldrig, förmodligen hindrades de av att båda var katoliker. År 1882 begick den då svårt sjuka Newton självmord, och en vecka senare lämnade Tissot sitt hem i St John's Wood och kom aldrig tillbaka. Huset köptes senare av konstnären Lawrence Alma-Tadema.
Han återvände till Paris och fortsatte till en början med samma motiv som i London, societen och vackra kvinnor, och 1885 gjorde han en serie studier han kallade La Femme à Paris. Senare fick han dock ett religiöst uppvaknande och reste plötsligt till Palestina. År 1895 i Paris ställde han ut 350 teckningar av scener från Jesu liv, och de visades sedan upp i London. Han fortsatte sedan med scener ur Gamla testamentet. De bibliska motiven försökte han framställa så trovärdigt och realistiskt som möjligt.

## Bilder

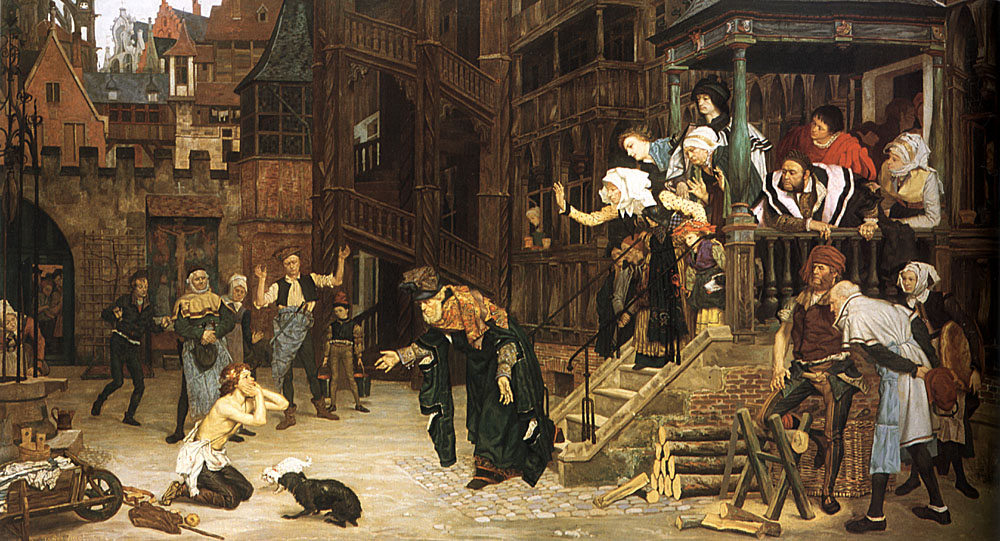
Den förlorade sonens återkomst (1862).
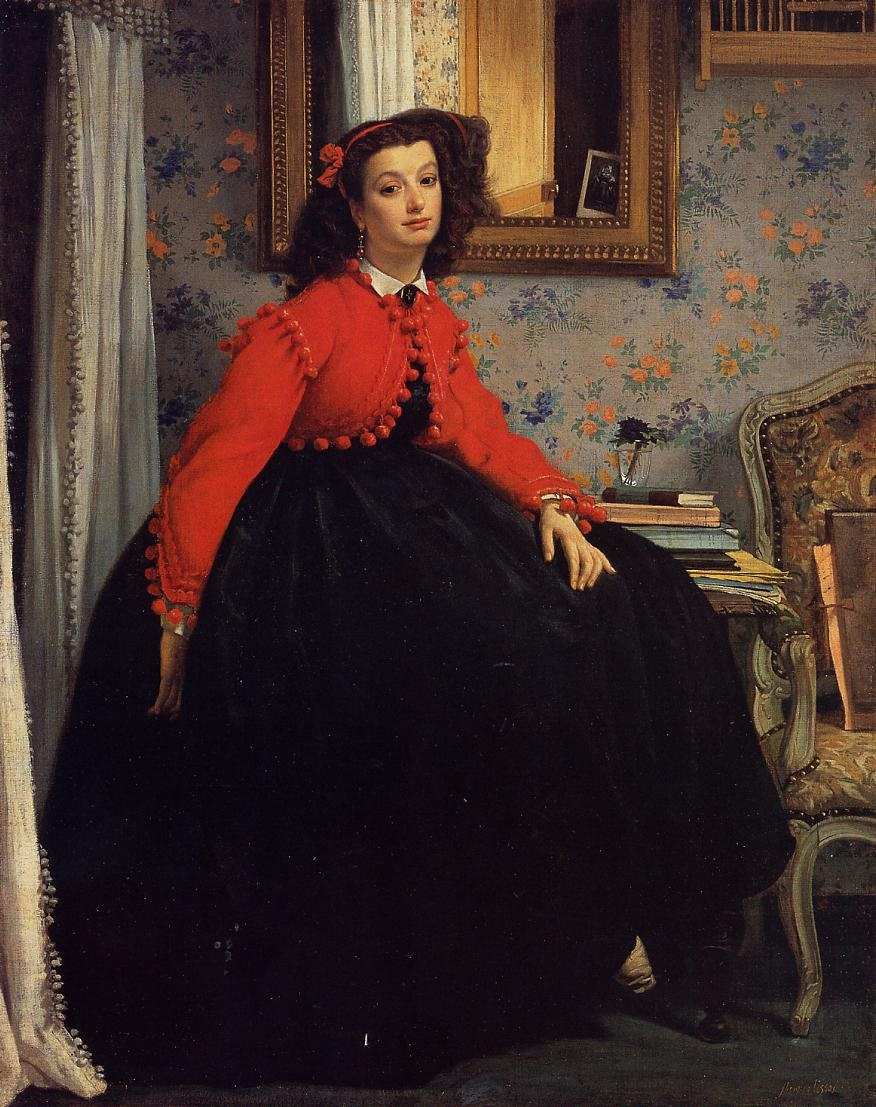
Porträtt av fröken L. L. (1864).
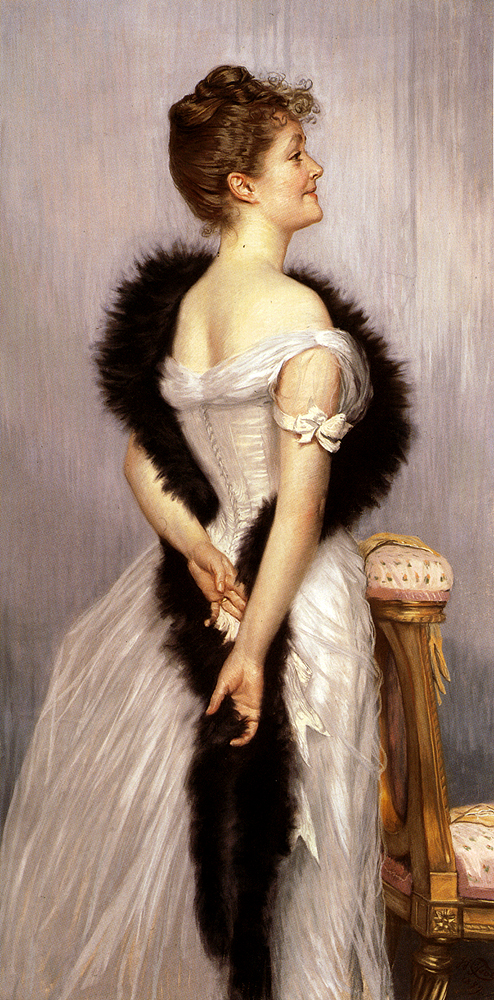
Vicomtesse De Montmorand (1889).
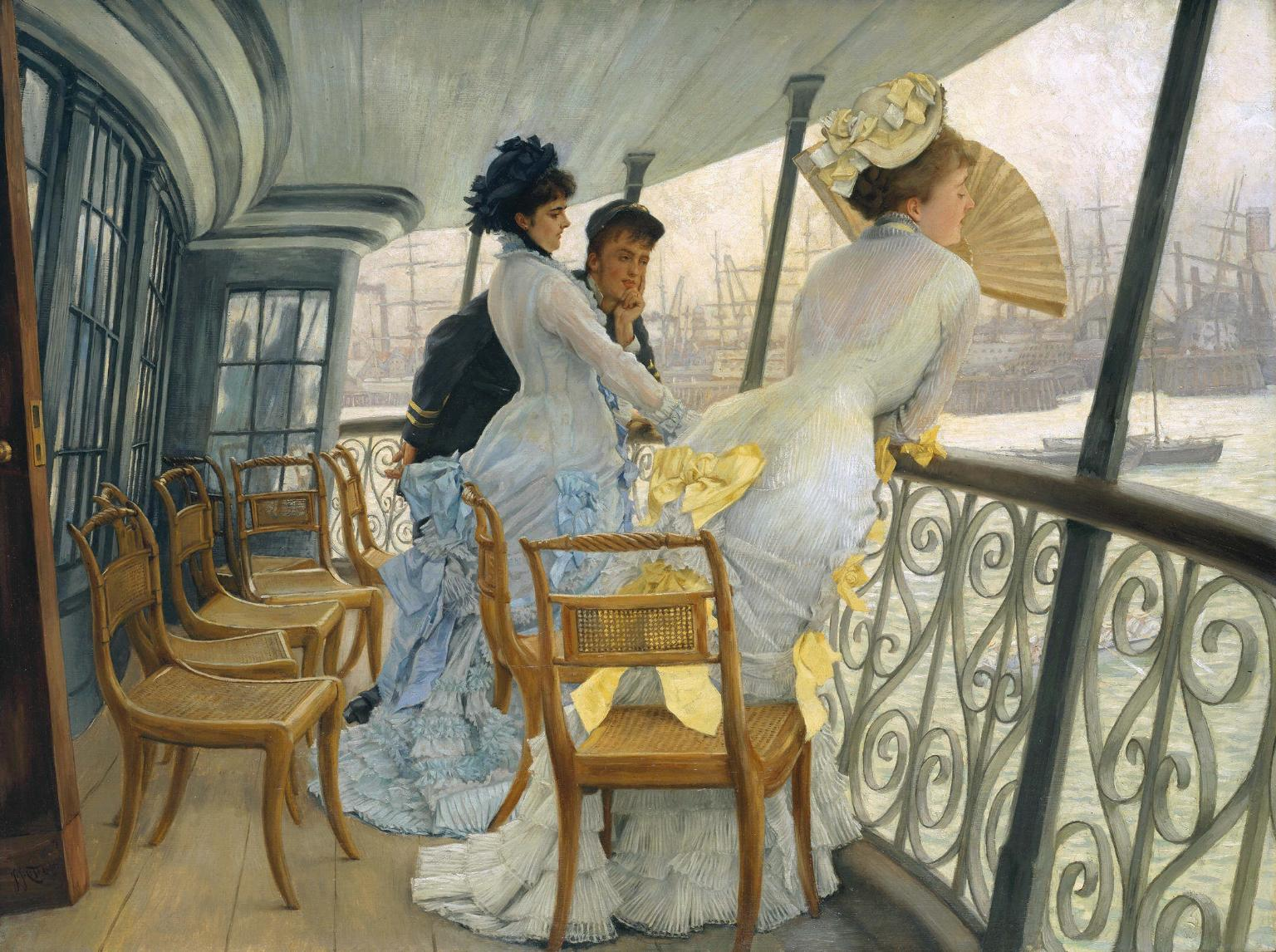
The Gallery of HMS Calcutta (Portsmouth), ca 1872
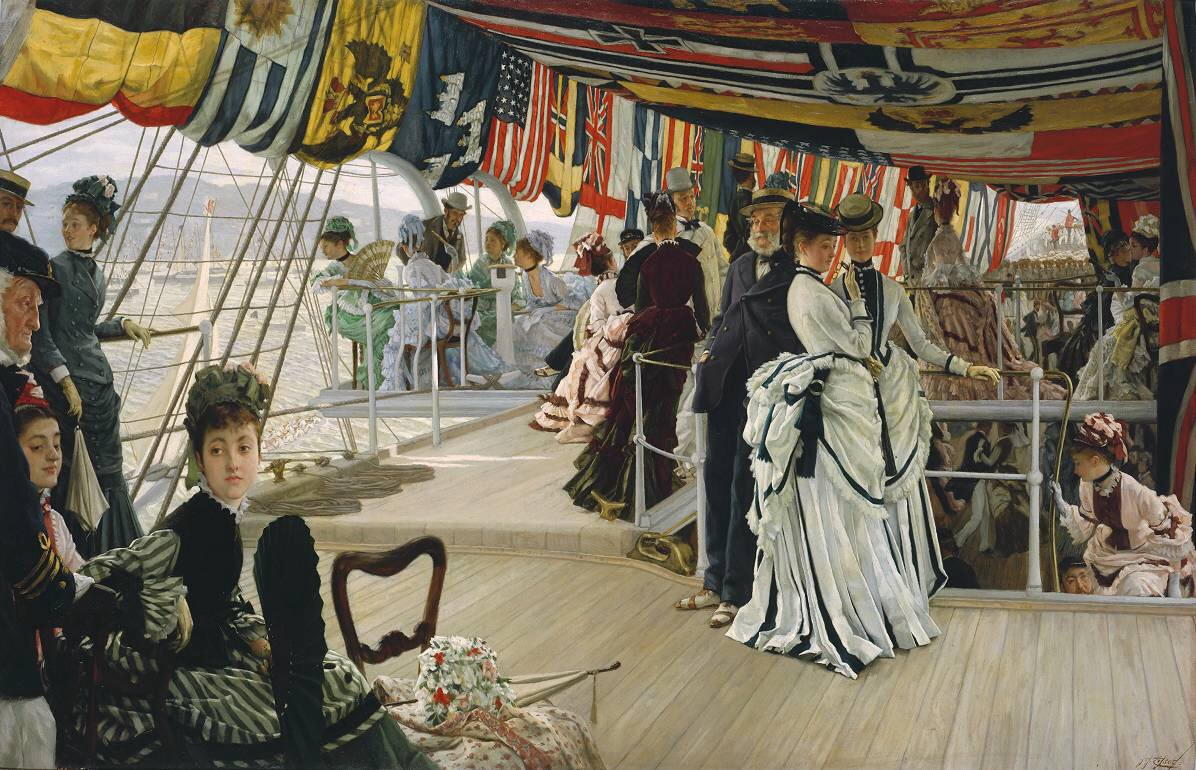
Ball on Shipboard, 1874
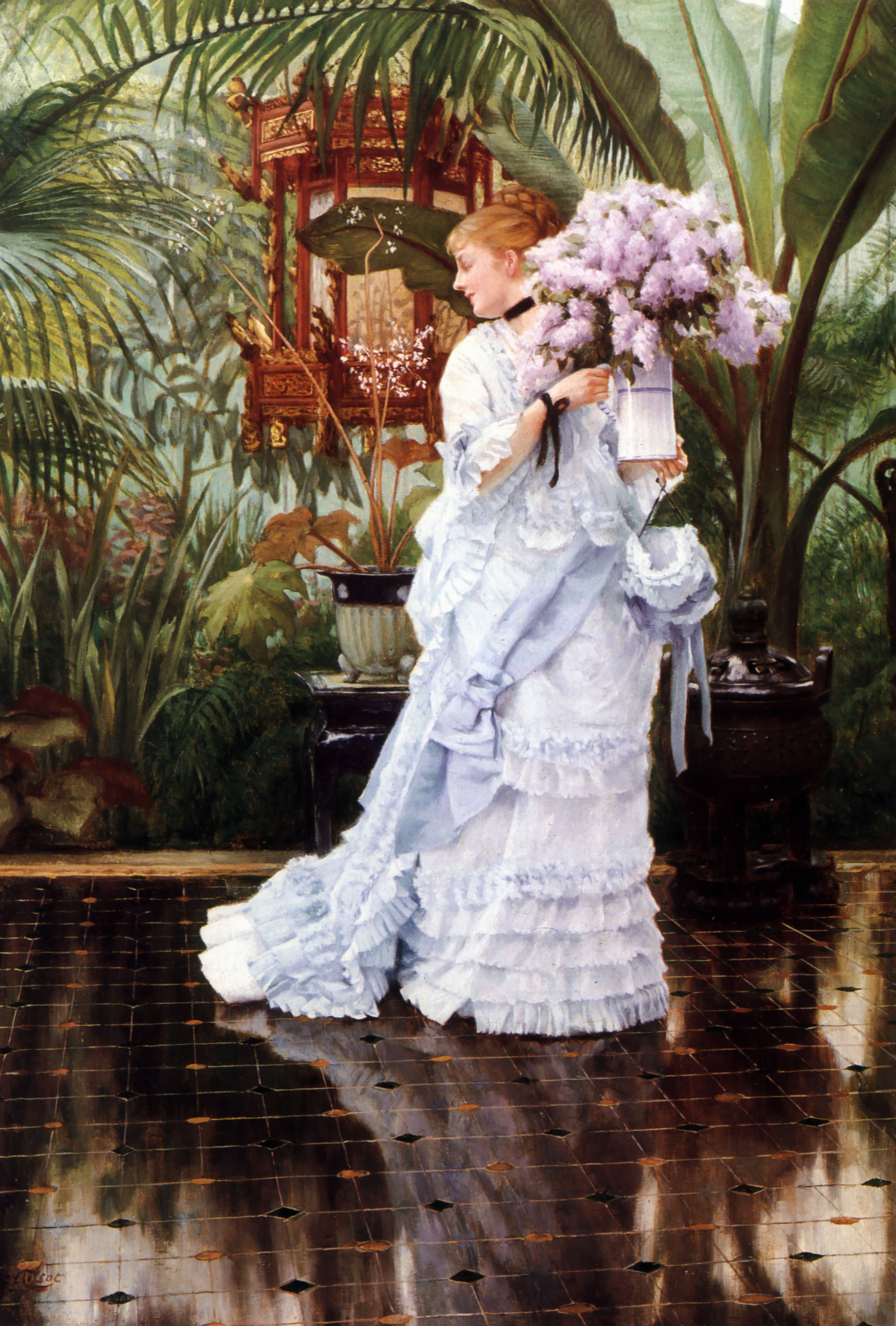
The Bunch of Lilacs, 1875
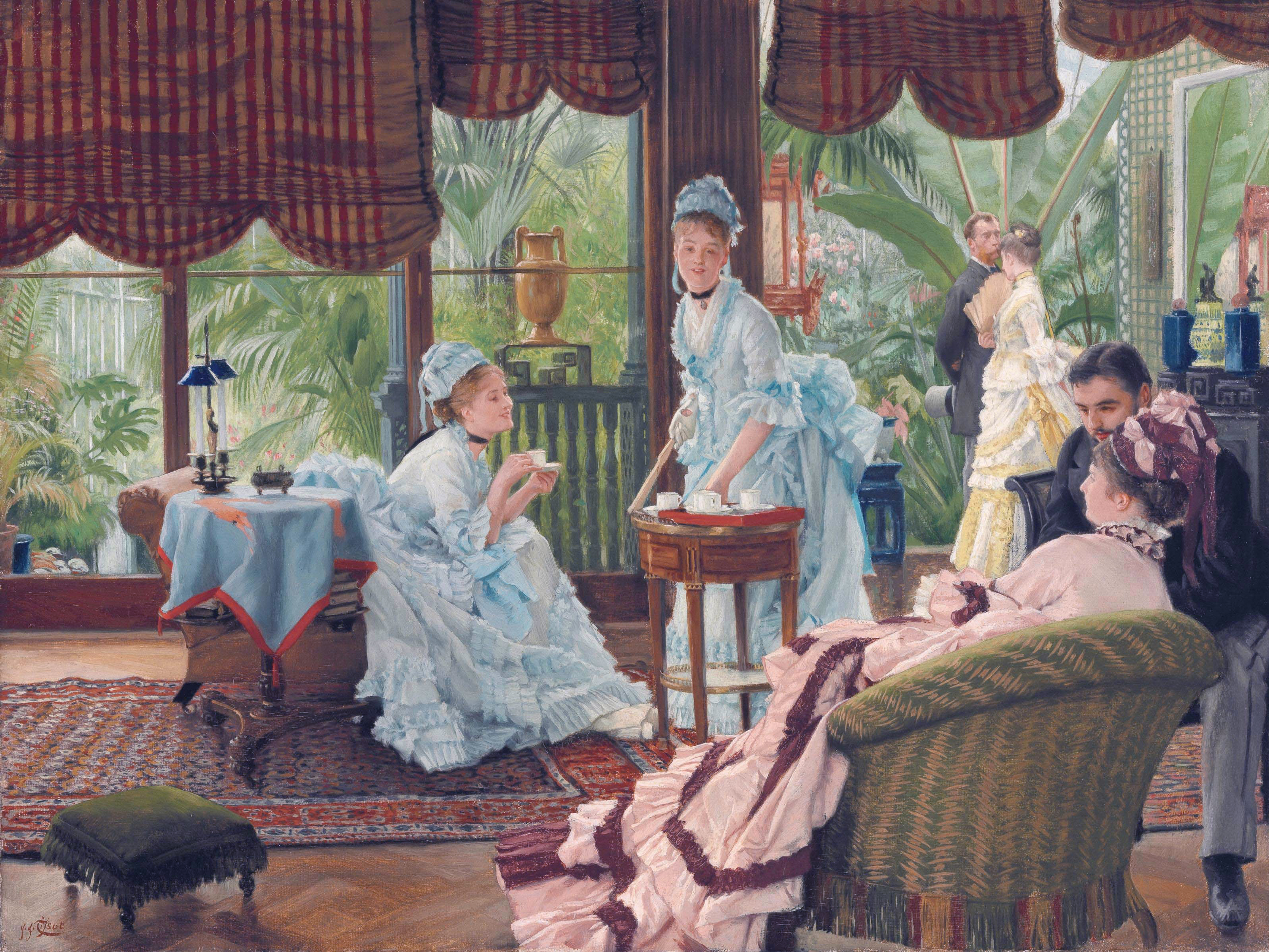
In the conservatory
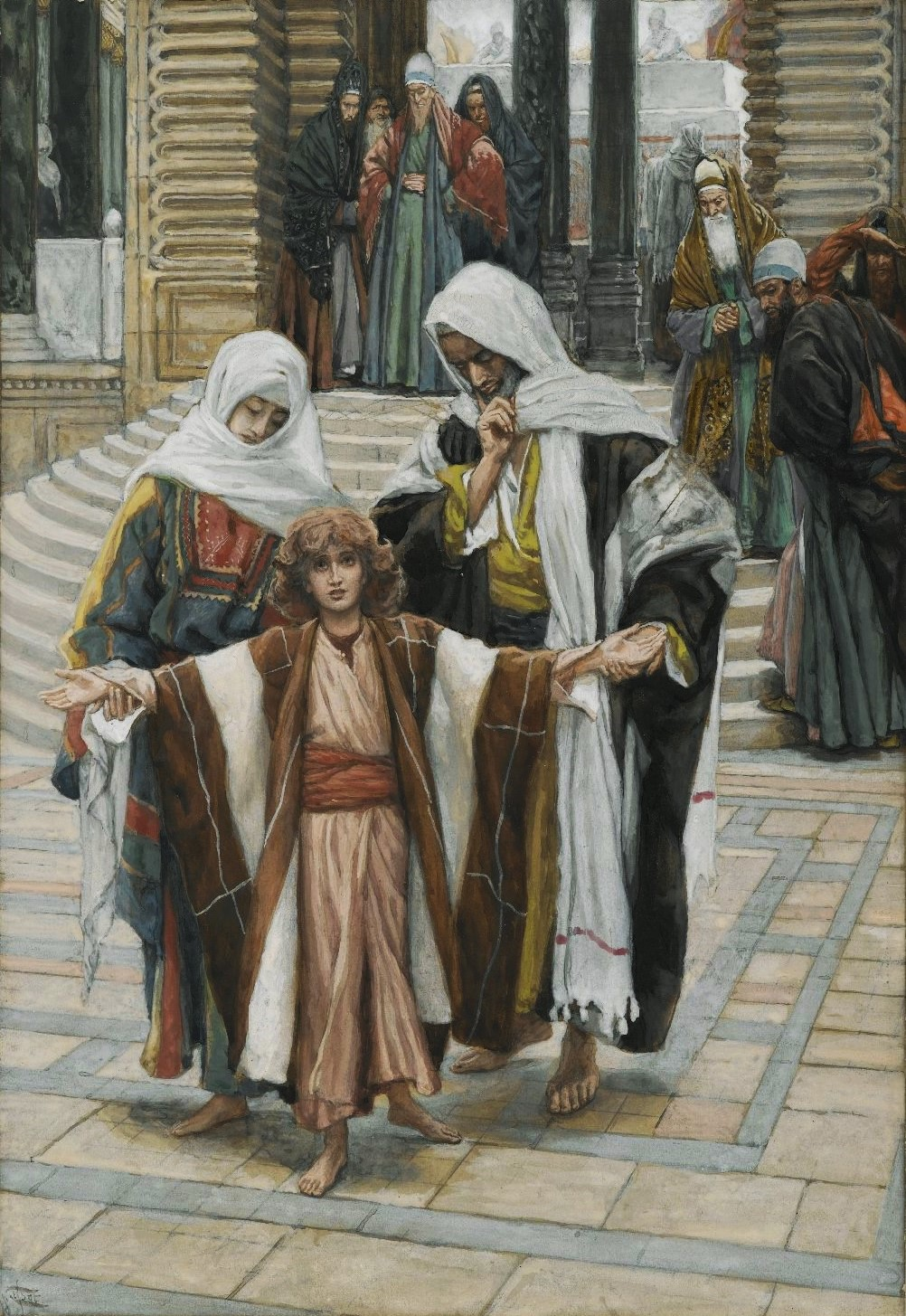
Jesus retrouvé dans le temple, ca 1886-1894
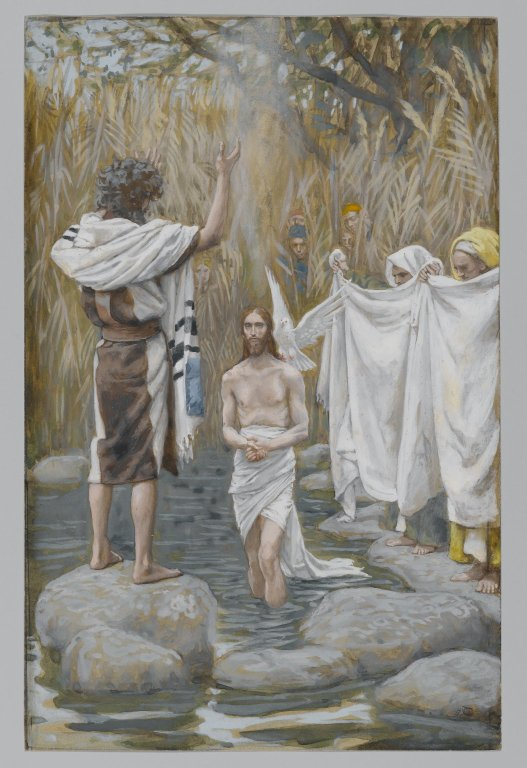
Kristi dop.